# Institut supérieur des sciences islamiques
 (février 2018).
L'Institut supérieur des sciences islamiques de Marseille est un institut de formation aux études islamiques.
La localisation précise de l'institut ISSI à Marseille, est restée confidentielle même lors de son lancement officiel le 25 avril 2007. 
En effet, les difficultés rencontrées par l'équipe porteuse du projet pour concrétiser toutes les démarches entreprises auprès de multiples bailleurs pour obtenir des locaux ont poussé les responsables de l'institut, partenaires et sympathisants du projet à privilégier la discrétion jusqu'au dernier moment. 
Aujourd'hui, l'Institut ISSI dispose de près de 350m² de locaux situés dans le 2e arrondissement de Marseille offrant salles de formation, bibliothèque et point de documentation, espace multimédia, etc. 
Dirigé par l'ancien mufti de Marseille, Soheib Bencheikh, docteur en Religions et systèmes de pensée (EPHE Paris), l'Institut ISSI de Marseille propose une "Université populaire ISSI" en partenariat avec le Centre régional de documentation pédagogique, en plein centre de Marseille, sous forme de cours du soir.
Les formations académiques, dispensées par l'équipe pédagogique animée par Soheib Bencheikh et composée de spécialistes des religions, de sociologues, d'islamologues, d'ethnologues, s'adressent à deux typologies de publics : les professionnels qui dans le cadre de leur emploi se doivent d'acquérir une base théorique et une bonne compréhension de l'islam (département formation continue) et un public large composé de musulmans et de non-musulmans, auditeurs libres de l'Université populaire ISSI. 
Cette dernière action ainsi que le programme de conférences bimestrielles sont financées par une subvention de 50 000 € du conseil général des Bouches-du-Rhône.  
Un 3e département, de dimension européenne mais avec des connexions vers d'autres pays occidentaux ainsi que des pays musulmans, vise à réunir universitaires et chercheurs, de toutes confessions, autour de projets de recherche susceptibles de faciliter le rapprochement et la compréhension de toutes les composantes d'une société humaine mondialisée.